# Concertgebouworkest
Concertgebouworkest eller Koninklijk Concertgebouworkest, er et symfoniorkester, der har til huse i Concertgebouw i Amsterdam. Orkestret er det bedst kendte og mest respekterede symfoniorkester i Holland, og anses generelt som et af verdens fineste orkestre. Orkestret er navngivet efter koncerthallen Concertgebouw. Orkestret royale navn blev givet til orkestret i 1988 af dronning Beatrix af Holland.
Concertgebouw åbnede den 11. april 1888, men orkestret gav ikke sin første koncert i Concertgebouw før 3. november 1888.

## Ledere
- 1888-1895 Willem Kes
- 1895-1945 Willem Mengelberg
- 1945-1959 Eduard van Beinum
- 1961-1963 Bernard Haitink og Eugen Jochum
- 1963-1988 Bernard Haitink
- 1988-2004 Riccardo Chailly
- 2004-2015 Mariss Jansons
- 2016-2018 Daniele Gatti
- 2018- (ledig)

## Eksterne link
- Concertgebouws officielle hjemmeside

| Musik | Spire Denne musikartikel er en spire som bør udbygges. Du er velkommen til at hjælpe Wikipedia ved at udvide den. |